# Федотовских, Фаина Васильевна
Фаина Васильевна Федотовских (4 сентября 1933, с. Большие Брусяны, Баженовский район, Уральская область, РСФСР, СССР — 13 января 2004, Екатеринбург, Россия) — Герой Социалистического Труда (1975), птичница Свердловской птицефабрики Свердловской области, почётный гражданин Свердловска.

## Биография
Родилась 4 сентября 1933 года в селе Большие Брусяны Баженовского района, Уральской области (ныне — село Большебрусянское Белоярского городского округа Свердловской области).
Окончила семь классов. В 1956—1963 годах работала на Свердловской железной дороге.
В 1963 году перешла на Свердловскую птицефабрику птичницей.
Последний год дорабатывала в респираторе, как у всех птичниц у неё было плохое зрение и аллергия. «Никому другому не посоветовала бы идти работать птичницей — шумно, душно, хлопотно», — так высказывалась о своей профессии Фаина Васильевна.
Была членом КПСС с 1965 года, депутатом областного и районного Советов.
Умерла 13 января 2004 года. Похоронена в Екатеринбурге на Сибирском кладбище.

## Награды
За свои достижения была награждена:
- 10.02.1975 — звание Герой Социалистического Труда с золотой медалью Серп и Молот и орден Ленина «за выдающиеся успехи, достигнутые в деле по развития цветной металлургии»[2].
- 1987 — звание «Почётный гражданин города Свердловска»[2].